# Acostaea
 Acostaea  Schltr. es un género de unas 9 especies de orquídeas en su mayoría de hábitos epífitas. Se encuentran en Centroamérica tropical y NO. de Suramérica.

## Descripción
Son plantas pequeñas epífitas que se encuentran en manojos, tienen unas hojas estrechas y las flores se desarrollan sucesivamente en racimos holgados que exceden a las hojas en longitud. No tienen pseudobulbos

Tienen un labelo que se encuentra en tensión y se dispara rápidamente hacia arriba cuando se estimula por el insecto polinizador, lo que causa que sea atrapado. Después de un periodo de tiempo el labelo vuelve a su posición receptiva, soltando al insecto con los polinia adosados.

## Distribución y hábitat
Las especies de este género son de hábitos de epífitas. Se encuentran desde Centroamérica al NO de Suramérica tropical desde Costa Rica, Panamá, Colombia y Ecuador.

## Taxonomía
El género fue descrito por Rudolf Schlechter y publicado en Repertorium Specierum Novarum Regni Vegetabilis, Beihefte 19: 22, 102, 283. 1923. La especie tipo es: Acostaea costaricensis Schltr.
Etimología
Acostaea: (abreviado Acsta.): es un nombre genérico que fue otorgado en honor de Guillermo Acosta, recolector costarricense de orquídeas.
Nombre común: Orquídeas estrella.

## Especies deAcostaea
- Acostaea bicornis
- Acostaea campylotyle P. Ortiz.
- Acostaea costaricensis Schltr.
  - Acostaea costaricensis Schltr. ssp. bicornis (Luer) Luer
  - Acostaea costaricensis Schltr. ssp. columbiana (Garay). Luer
  - Acostaea costaricensis Schltr. ssp. costaricensis
  - Acostaea costaricensis Schltr. ssp. unicornis (Luer) Luer.
- Acostaea glandulata
- Acostaea pleurothalloides
- Acostaea tenax Luer & Escobar.
- Acostaea trilobata Luer.
- Acostaea unicornis